# Prundu Bârgăului
Prundu Bârgăului (en hongrois : Borgóprund) est une commune du județ de Bistrița-Năsăud en Roumanie.

## Personnes originaires de Prundu Bârgăului
- Alin Uhlmann Ușeriu, fondateur (à Prundu Bârgăului) de l'association Tășăuleasa Social , qui a initié l'aménagement de l'itinéraire de Via Transilvanica. Le tracé de la Via Transilvanica passe par la localité Prundu Bârgăului.
- Tiberiu Ușeriu (né le 30 décembre 1973) est un athlète roumain de l'extrême, un coureur d'endurance et un ultra-marathonien, l'un des principaux ambassadeurs du projet de la Via Transilvanica.